# Wypychów (powiat bełchatowski)
Wypychów – wieś w Polsce położona w województwie łódzkim, w powiecie bełchatowskim, w gminie Zelów.
W latach 1975–1998 miejscowość należała administracyjnie do województwa piotrkowskiego.
Przez wieś przebiega droga wojewódzka nr 483.